# Процесс Бейлиса (фильм)
Процесс Бейлиса (известен также под названиями: «Вера Чибиряк, или Кровавый навет (Дело Бейлиса)», «Правда о деле Бейлиса», «Кровавый навет», «Дело Бейлиса») — картина 1917 года режиссёра Николая Брешко-Брешковского о деле Бейлиса. Картина состоит из 5 частей (сохранилось три части).

## Актёры
- Ю. Яковлев — Мендель Бейлис
- Е. Малкевич-Ходаковская — Вера Чибиряк
- С. Кузнецов — полицейский шпион Красовский

## Сюжет
Документальная немая картина освещает тенденциозность подготовки антиеврейского судебного процесса по лживому обвинению Менделя Бейлиса. «Факты» для обличения невинного человека подбираются во время пьянки и путём вынужденного выдавливания показаний на квартирах. Неугодная информация в газетах просто отбрасывается. Тихий и выдержанный Мендель Бейлис (в лице Яковлева) прощается с семьёй, надевает пиджак и шляпу и уходит в сопровождении полиции. Показана низость и корысть людей, к примеру «сыщик-журналист», который своровал дрова и был уличён Менделем, не мог не упустить возможности отомстить. Фильм дополнен субтитрами, которые комментируют судебный процесс.

## История
В 1917 году Временный комитет Кино-Союза принял решение посчитать показ картины «Вера Чибиряк, или Кровавый навет (Дело Бейлиса)» недопустимым. Вскоре ещё две организации присоединились к данной резолюции: Объединенное Киноиздательское общество и Всероссийское общество театровладельцев. Картину успели показать только в кинематографе «Форум», однако после резолюций показ там был прекращён.
В год выхода фильма в печати отмечалось: 

Теперь, когда разбиты цензурные цепи, явилась возможность художественно и объективно воскресить такое кошмарное дело старого человеконенавистнического режима, как дело Бейлиса. Явилась возможность коснуться закулисных пружин и нитей этого «средневекового процесса». На днях в Киеве известный писатель Н. Н. Брешко-Брешковский ставил инсценированную им для экрана большую сложной фабулы кинодраму «Кровавый навет». Участвовали лучшие силы Соловцовского театра: Кузнецов, Яковлев, для иллюзии загримировавшийся Бейлисом, Ценин и артистка Ходаковская. Артист Мещерский играл Щегловитова. Воздушные снимки производились на тех самых местах, где четыре года назад разыгралась знаменитая «Бейлисиада». Здесь и двухэтажный домик на Лукьяновке, где жила Вера Чибиряк, и дом Бейлиса в 200 шагах, зайцевский завод с его живописными окрестностями и та самая пещера на крутом берегу Днепра, где найдено было тело Ющинского. Завязка драмы — в одном из черносотенных петроградских салонов. Нужно ли бередить старые раны? Нужно ли делать из добытых слез «драму в 2000 метров»? Воплотить трагедию бейлисиады может монументальное произведение художественного пера. Но не сеансы экрана.